# TAJ Productions
TAJ Productions è una compagnia dedicata alla produzione musicale, con sede a New York, che si occupa della post-produzione audio di prodotti animati, live action e videogiochi.

## Animazione
- Cubix (stagioni 1-2)
- Grappler Baki (OVA)
- Here is Greenwood
- L'irresponsabile capitano Tylor
- The Mastermind of Mirage Pokémon
- Now and Then, Here and There
- Ping Pong Club
- Pokémon (Stagioni 1-5 con 4Kids Entertainment, Stagioni 9-10 con Pokémon USA)
- Pokémon il film - Mewtwo colpisce ancora (con 4Kids Entertainment)
- Pokémon 2 - La Forza di Uno (con 4Kids Entertainment)
- Pokémon 3 - L'incantesimo degli Unown (con 4Kids Entertainment)
- Pokémon 4Ever (con 4Kids Entertainment)
- Pokémon Heroes (con 4Kids Entertainment)
- Pokémon Ranger e il Tempio del Mare (con Pokémon USA)
- Utena la fillette révolutionnaire
- Shaman King (con 4Kids Entertainment)
- Slayers
- Teo and friends
- Wulin Warriors

## Live Action
- Eternal Blood
- Ultraman Tiga

## Videogiochi
- Airforce Delta Strike
- Bullet Witch
- Lost Kingdoms II
- Shadow Hearts
- Silent Hill 4
- Valkyrie Profile